# Plesiobaena
Plesiobaena is een geslacht van uitgestorven schildpadden die leefden in de Belly Riverformatie in Canada tijdens het Laat-Krijt (Campanien). 
De typesoort Baena antiqua werd benoemd in 1902 door Lawrence Lambe. In 1972 benoemde Gaffney een apart geslacht Plesiobaena. De geslachtsnaam betekent 'dichter bij Baena'. De soortaanduiding betekent 'de oeroude'. Het holotype is NMC 1648, een schild. Een jonger synoniem is Baena callosa Hay 1905. Een tweede soort is Plesiobaena putorius die leefde tijdens het Maastrichtien of het vroege Paleoceen. In 2009 werd dit het aparte geslacht Cedrobaena.
Plesiobaena is een zeer basaal lid van de Baenidae.